# پریوولنویه، آذربایجان
پریوولنویه (به لاتین: Privolnoye) (به روسی: Привольное) یک منطقه مسکونی در جمهوری آذربایجان است که در شهرستان جلیل‌آباد واقع شده است. پریوولنویه ۴۴۸۴ نفر جمعیت دارد.

## جغرافیا
این آبادی در کنار رودخانه گوی‌تپه، در شمال شرقی شهر جلیل‌آباد واقع شده است. فاصله آن تا شهر جلیل‌آباد ۲۱ کیلومتر و تا شهر باکو ۲۱۱ کیلومتر است.

## تاریخچه
این شهرک در سال ۱۸۳۹ میلادی پس از سقوط خانات تالش و انعقاد پیمان ترکمانچای در نتیجه سیاست‌های جمعیتی حکومت تزاری دهقان‌ها و خانوارهایی از استان‌های مرکزی روسیه (عمدتاً یهودیان روس / سابوتنیک‌ها) به علت باورهای مذهبی به آن کوچانده و در آن ساکن شدند. در زبان روسی پریوولنویه به معنی آزاد و رها است.
پس از ایجاد این آبادی مزارع و باغ‌های انگور و کارگاه‌های شراب‌سازی گسترش و توسعه یافت. دد این دوره مشاغل اصلی جمعیت روستا شامل کشت انگور، توت فرنگی، سیب زمینی، دامداری و شراب سازی بود. در میانه دهه ۱۹۸۰ میلادی به دلیل از بین رفتن تاکستان‌ها در نتیجه جنبش ضد الکل در آذربایجان شوروی، بخش بزرگی از جمعیت روستا از شغل اصلی خود محروم شدند و بسیاری به دلیل بیکاری شروع به ترک روستا کردند. در طول بحران اقتصادی ناشی از فروپاشی اتحاد جماهیر شوروی، تقریباً کل جمعیت روستا به روسیه، ایالات متحده آمریکا، اسرائیل و آلمان مهاجرت کردند و آذری‌ها به جای آنها در روستا ساکن شدند.

## مردم
بر اساس سرشماری سال ۲۰۰۹ میلادی، ۴۴۸۴ نفر در این آبادی زندگی می‌کردند. جمعیت امروزی آن عمدتاً از آذری‌ها هستند. امروزه تنها شمار اندکی از یهودیان روس در این آبادی باقی مانده‌اند و دیگران به کشورهای دیگر (عمدتاً اسرائیل و روسیه) نقل مکان کرده‌اند.